# Димитър Чкатров
Димитър (Димче) Томов Чкатров с псевдоним Сандорф е български революционер, деец на Македонската младежка тайна революционна организация (ММТРО), подразделение на Вътрешната македонска революционна организация. Негов брат е Йордан Чкатров, виден деец и основател на Македонската патриотична организация.

## Биография
Роден е в Прилеп през 1902 година в семейство на бедни каменари. Учи в родния си град и завършва сръбска гимназия, след което следва в техническия факултет на Белградския университет по строително инженерство. Още като студент става член на ММТРО и организира младежта в Прилеп, Битоля, Ресен, Охрид, Крушево и други. Печели голям авторитет сред студентите и местната интелигенция и става един от ръководителите на организацията. Тогава се създава трайната му връзка с Димитър Гюзелов.
Разкритията около Студентския процес през 1927 година засягат и него. Отказва да емигрира и е арестуван заедно с голяма група студенти в Белград, и е осъден на 10 години строг тъмничен затвор. Пред съда проявява твърдост и смелост, поради което си спечелва прозвището „железните гърди“. Присъдата си излежава в Скопие, Ниш, Пожаревац, Лепоглава, като е нападнат от подставено лице и ранен с нож в гърдите. При неуспешен опит за бягство се прострелва в гърдите, но е излекуван и върнат в затвора, за да доизлежи присъдата си.
През 1936 година заедно с Димитър Гюзелов и Спиро Китинчев се включва в демократичната организация МАНАПО (Македонски народни покрет), а на следващата 1937 година продължава следването си, като завършва с успех целия курс и става строителен инженер в навечерието на войната.
Участва в учредяването на Български акционен комитет в Прилеп. След присъединяването на по-голямата част от Вардарска Македония към България през 1941 година Димитър Чкатров се обявява за идеята сръбските колонисти да напуснат Македония. По време на българското управление Чкатров е тясно ангажиран със създаването на граждански национални клубове, чиято цел е да подпомогнат присъединяването на Западните македонски краища от Албания към България. Чкатров не е безкритичен, а е коректив на властта. През ноември 1941 година той изразява недоволството си пред правителството от водената стопанска политика в Македония, от недопускането на местни интелектуалци до ръководни позиции в административния апарат, от ширещите се обвинения за автономистки настроения сред македонските българи и настоява за провеждането на "строго национална политика", която да преодолее трупащите се негативи.
След края на Втората световна война Чкатров е изправен пред съд от новата власт заради пробългарските си убеждения. По време на процеса, който продължава от 25 май до 2 юни 1945 година, Димитър Чкатров е обвиняем заедно с Димитър Гюзелов и Спиро Китинчев, че възпитава населението на Македония в български национален дух и работи за присъединяването на Македония към България. Тримата обвиняеми не отричат, че се борят за запазване на българското население в Македония от сръбската асимилация. Осъден е на смърт чрез разстрел. Висшият военен съд на югославската армия потвърждава смъртната присъда. Той е разстрелян заедно с Димитър Гюзелов край Зайчев рид, на три километра от Скопие, недалеч от пътя за Тетово.